# Mikołaj Drozdek
Mikołaj Drozdek, zwany też Mniszkiem (ur. ok. 1360, zm. 1433 w opactwie na Łysej Górze) – opat klasztoru na Łysej Górze, spowiednik i kapelan króla Władysława Jagiełły, kaznodzieja.
Mikołaj Drozdek opatem w klasztorze łysogórskim został w 1379 lub 1380 roku. Podczas pobytu w klasztorze króla Władysława Jagiełły w drodze na Litwę, 16 września 1386 został mianowany kapelanem i spowiednikiem królewskim. Można przypuszczać, że Mikołaj już wcześniej wchodził w skład grupy Małopolan prowadzących pertraktacje w sprawie unii z Litwą. Zrezygnował ze stanowiska opata łysogórskiego, by wraz z kilkoma mnichami udać się za królem. Zapewne był współtwórcą opactwa w Starych Trokach na Litwie. W 1413 został ponownie wybrany opatem łysogórskim. Przeprowadził reformę życia wewnętrznego zakonu (opactwa), nakazując po powrocie z soboru w Bazylei spisanie i wprowadzenie w życie reguł życia konwentualnego w opactwie.
Silny związek z nową dynastią (królem Władysławem Jagiełłą i jego synami) przysporzył klasztorowi łysogórskiemu wielkiego znaczenia jako ośrodkowi kultu Drzewa Krzyża Świętego. Symbol relikwii świętokrzyskich został włączony przez króla do jego rodowego herbu Pogoni. Za panowania Jagiełły ozdobiono klasztor bizantyjską polichromią, pokryto dach ołowianą blachą, a sam kościół otrzymał już wówczas organy.